# Rehungen
Rehungen là một đô thị cũ ở huyện Nordhausen, trong bang Thüringen, Đức. Đô thị Rehungen có diện tích 8,66 km². Từ ngày 1 tháng 1 năm 2009, đô thị này thuộc Sollstedt.